# مو ویلمس
مو ویلمس (انگلیسی: Mo Willems)؛(زاده	۱۱ فوریهٔ ۱۹۶۸) پدیدآور، تصویرساز پویانما، صداپیشه اهل ایالات متحده آمریکا است.
او متولد شیکاگو و فارغ‌التحصیل مدرسه هنر تیش دانشگاه‌نیویورک است. او پس از فارغ‌التحصیلی از دانشگاه سفر دور دنیا را آغاز کرد و هر روز یک کارتون می‌کشید، این کارتونها در کتاب وقت بادموسمی ریکشا پیدا نمی‌کنید به چاپ رسید.
وقتی به نیویورک برگشت شغل خود را به عنوان نویسنده و پویانما در سسمی استریت آغاز کرد و طی سال‌های ۱۹۹۳ تا ۲۰۰۲ شش جایزه امی برنده شد.
از سال ۲۰۰۳ به بعد ویلمس کتاب‌های متعددی برای کودکان کوچک نوشته‌است که بسیاری از آنها نقدهای ستایشگرانه‌ای دریافت کرده‌اند. مرور کتاب نیویورک تایمز از ویلمز با عنوان بزرگترین استعدادی که تا کنون از ابتدای سال ۲۰۰۰ ظهور کرده نام برد و شخصیت کبوتر را یکی از برترین نوآوری‌ها در تالار مشاهیر شخصیت‌های کتاب تصویری کودک می‌داند.
سه کتاب ویلمس برنده نشان کالدکوت شده‌اند: اجازه نده کبوتر اتوبوس براند (۲۰۰۴)، نافل بانی: داستانی هشداری (۲۰۰۵) و همین‌طور کافل بانی: مورد هویت اشتباهی. اخیراً کتاب‌های فیلی و فیگی را نوشته‌است.